# Xã Sharon, Quận Hutchinson, Nam Dakota
Xã Sharon (tiếng Anh: Sharon Township) là một xã thuộc quận Hutchinson, tiểu bang Nam Dakota, Hoa Kỳ. Năm 2010, dân số của xã này là 79 người.